# Spodnje Preloge
Spodnje Preloge so predmestno naselje v Občini Slovenske Konjice.